# Vendelin Jurion
Pour les articles homonymes, voir Jurion.
Vendelin Jurion, né le 4 juin 1806 à Bitburg (France) et mort le 10 février 1892, est un juriste et homme politique luxembourgeois.

## Biographie
Né le 4 juin 1806 à Bitburg, de nos jours en Allemagne, mais auparavant faisant partie du département des Forêts, Vendelin Jurion devient avocat à la cour du district de Diekirch, et plus tard, dans la ville de Luxembourg. Il siège au conseil communal de Diekirch avant d'y devenir bourgmestre.
En 1843, Vendelin Jurion est nommé secrétaire à la Régence. Il est élu pour représenter le canton de Diekirch à l'Assemblée constituante de 1848. Lorsque la première Constitution du Luxembourg est promulguée en 1848, il entre au sein de la nouvelle Chambre des députés et sert dans les gouvernements des premiers présidents du conseil de Gaspard de La Fontaine et de Charles-Mathias Simons en tant qu'administrateur général de l'Intérieur du 1er août au 2 décembre 1848 puis du 22 septembre 1853 au 21 mai 1856.
Après avoir quitté la Chambre des députés, il entre au Conseil d'État dont il devient le président du 15 mars 1871 au 15 mars 1872,.

## Décorations
- Commandeur de l'ordre de la Couronne de chêne[4] (Luxembourg, promotion 1842)